# Klasifikace dokumentů
Klasifikace dokumentů neboli kategorizace dokumentů spadá do oblasti knihovnictví, informační vědy a informatiky. Úkolem je zařadit dokument do jedné nebo více tříd či kategorií. To lze provést „ručně“ (neboli „intelektuálně“) nebo algoritmicky ve strojovém učení a umělé inteligenci. Dokumenty, které mají být klasifikovány, mohou být texty, obrázky, hudba atd. Každý druh dokumentu má své speciální klasifikační problémy. Pokud není uvedeno jinak, předpokládá se klasifikace textu.